# Eva Santamaría
Eva María Delgado Macías, más conocida como Eva Santamaría (El Puerto de Santa María, 18 de octubre de 1971), es una cantante y actriz española.

## Carrera
En sus primeros años de carrera, formó parte de los programas de televisión Gente joven (de TVE, ganándolo en 1988), El salero (ganadora en 1991) y Las coplas, colaboró en varios discos de copla con otros artistas y presentó su propio programa de radio.
En 1992, el periodista Carlos Toro se fijó en ella para grabar un disco en la ciudad de Los Ángeles, titulado A buen puerto, en el cual se incluía la canción «Hombres», que Carlos había enviado para participar en el Festival de la Canción de  Eurovisión 1993. Eva fue elegida con esta canción en preselección interna de TVE el 19 de marzo de 1993 compitiendo, según rumores, con Yossek o Julián Contreras. Representó a España en Millstreet (Irlanda) y finalizó en la 11.ª posición de entre los 25 participantes, con 58 votos, recibiendo las máxima puntuaciones por parte de Finlandia (10) y Malta (8).
Después del festival, Eva no prosiguió con su carrera musical en el mundo del pop, en parte por discrepancias con su mánager, y giró su carrera hacia el teatro y la copla. Fue miembro del jurado español para Eurovisión en dos ocasiones (1997 y 2002). En teatro, ha realizado tres espectáculos musicales con Máximo Valverde, con el que realizó una exitosa gira por España entre 2006 y 2009. Realiza numerosas colaboraciones artísticas con Canal Sur. En 2001 apareció en Dónde estás corazón por un enfrentamiento con Charo Reina. En 2018 actuó en el Orgullo Gay de Madrid.

## Discografía
- Desnúdame (1989)
- Eva Santamaría (1991)
- Señorita (1992) (Alemania)
- A Buen Puerto (1993)

### Singles
- Señorita (1990)
- Esto Es Amor (1993)
- Hombres (1993)
- Ojos Azules (1993)
- Gitana Pura (1993)